# Charles Haquet

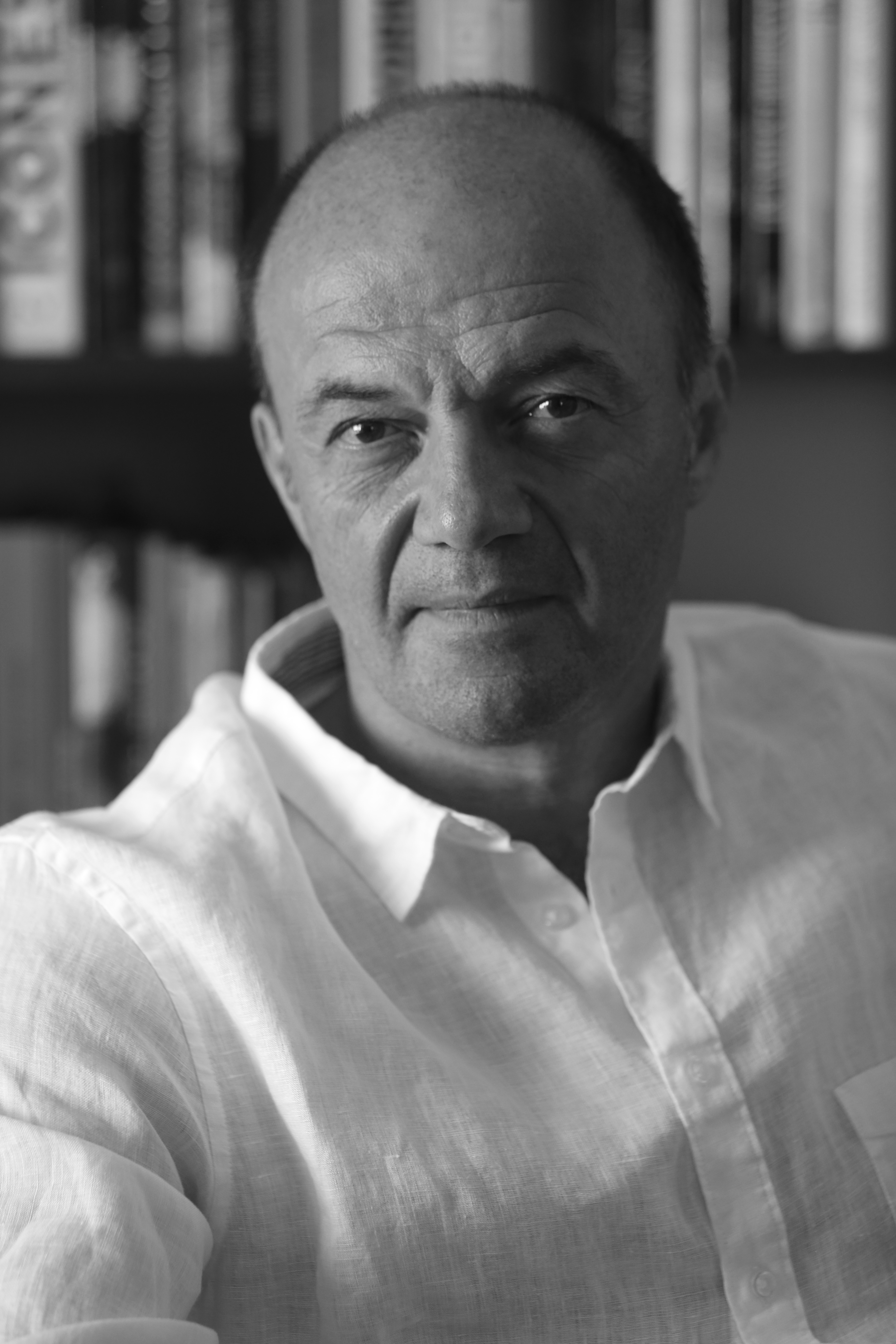
Charles Haquet

Charles Haquet (Caen, 8 augustus 1966) is een Frans journalist en romanschrijver.
Als journalist werkte Haquet aanvankelijk rond het thema economie. Hij kreeg bekendheid als schrijver van reportages voor L'Express. In 2017 kreeg hij de Prix Louise Weiss du journalisme européen. Daarnaast schrijft Haquet ook misdaadromans. Voor zijn roman Les Fauves d'Odessa ontving hij de Prix du roman d'aventures in 2014.
- Bibliothèque nationale de France: cb13618736p (data)
- International Standard Name Identifier: 0000 0003 8242 2372
- Library of Congress Control Number: n2011047868
- Nationale Bibliotheek van Tsjechië: xx0315687
- Système universitaire de documentation: 056596324
- Virtual International Authority File: 265266804
- WorldCat: E39PBJkxGcQcCBK7hDPJmPRxjC